# Peire
Peire (fl. XIII secolo) è un nome attribuibile a diversi trovatori possibilmente attivi verso la fine del XII e la prima metà del XIII secolo, attestato come coautore di alcuni componimenti poetici.
Il nome Peire lo troviamo dunque:
in una tenzone con Guilhem
in un partimen con Albertet de Sisteron (forse identificabile con Peire del Poi)
in due coblas di una tenso (forse Pietro II d'Aragona)